# WMV HD

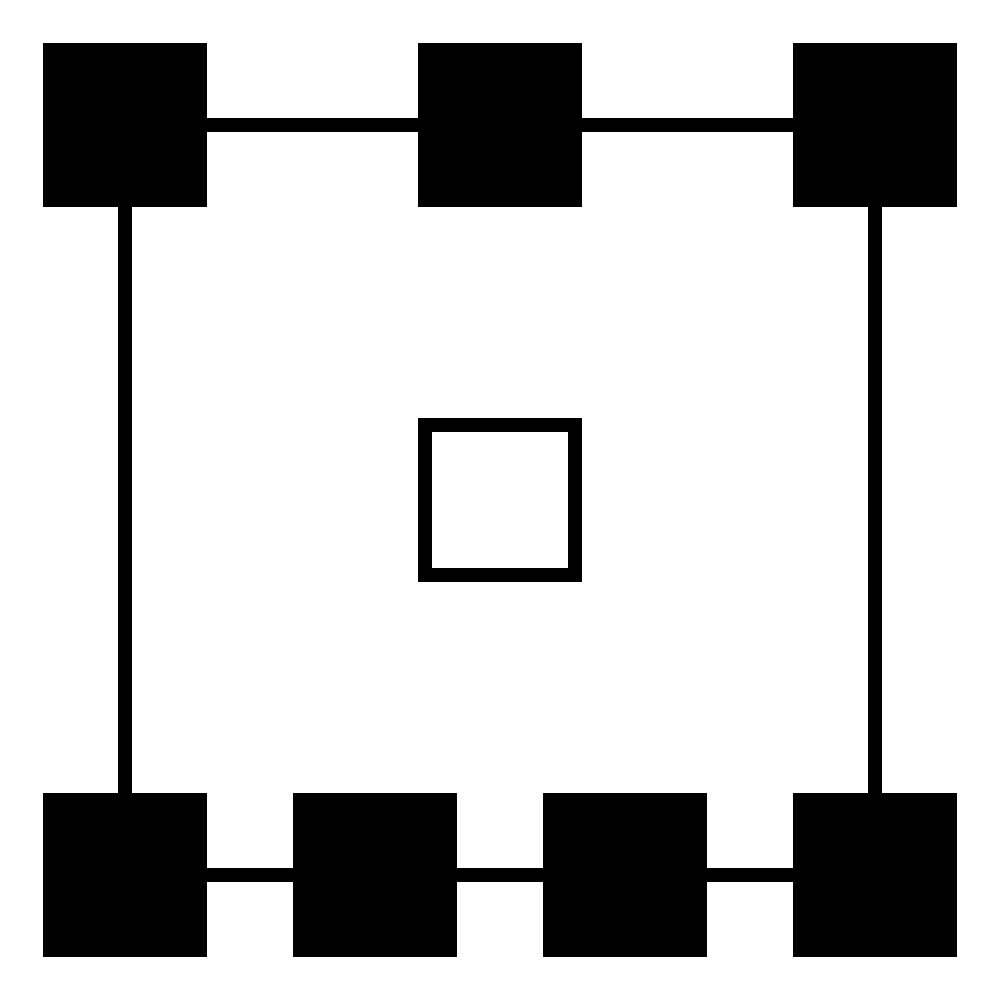
audio con 7.1 canali

Windows Media High Definition Video (WMV HD) è il nome commerciale per la codifica ad alta definizione usata da Microsoft per i codec Windows Media Video 9.
La risoluzione di questo formato video è: 1280x720 (720p) o 1920x1080 (1080p).

## Requisiti minimi
Vedere un video a 720/24p con suono stereo:
- Windows XP
- Windows Media Player 9
- Processore  da 2.4 GHz Pentium 4 o equivalente
- 384 MB di RAM
- 64 MB di scheda video
- Una risoluzione dello schermo 1024 x 768  (schermo 4:3) o 1280 x 720 (schermo16:9)
- Scheda audio da 16-bit